# Northport, Maine
Northport är en kommun (town) i Waldo County i delstaten Maine i USA. Vid 2010 års folkräkning hade Northport 1 520 invånare.